# Gorenje Mokro Polje
Gorenje Mokro Polje – wieś w Słowenii, w gminie Šentjernej. W 2018 roku liczyła 49 mieszkańców.